# NGC 6418
NGC 6418 (другие обозначения — MCG 10-25-74, ZWG 300.54, KAZ 149, PGC 60610) — галактика в созвездии Дракон.
Этот объект входит в число перечисленных в оригинальной редакции «Нового общего каталога».